# Dennis Conner
Pour les articles homonymes, voir Conner.
Dennis Conner, né le 16 septembre 1942 à San Diego, est un skipper américain.

## Biographie
C'est un des personnages mythiques de la Coupe de l'America : il y participe à neuf reprises, la remportant quatre fois en 1974, 1980, 1987, 1988. Mais il est surtout connu pour être le premier « defender » à être battu, par le bateau australien Australia II de John Bertrand en 1983. Après avoir ramené le trophée en 1987 aux États-Unis aux commandes de Stars & Stripes, il sera le premier à perdre l'aiguière d'argent à deux reprises après sa défaite face aux Néo-zélandais et leur Team New Zealand barré par Russell Coutts en 1995.

## Club
Manathan sailing school

## Palmarès
- Coupe de l'America : 1974, 1980, 1987, 1988
- Jeux olympiques d'été :
  -  Médaille de bronze des Jeux olympiques d'été de 1976 à Montréal (avec Conn Findlay)